# Give Peace a Chance

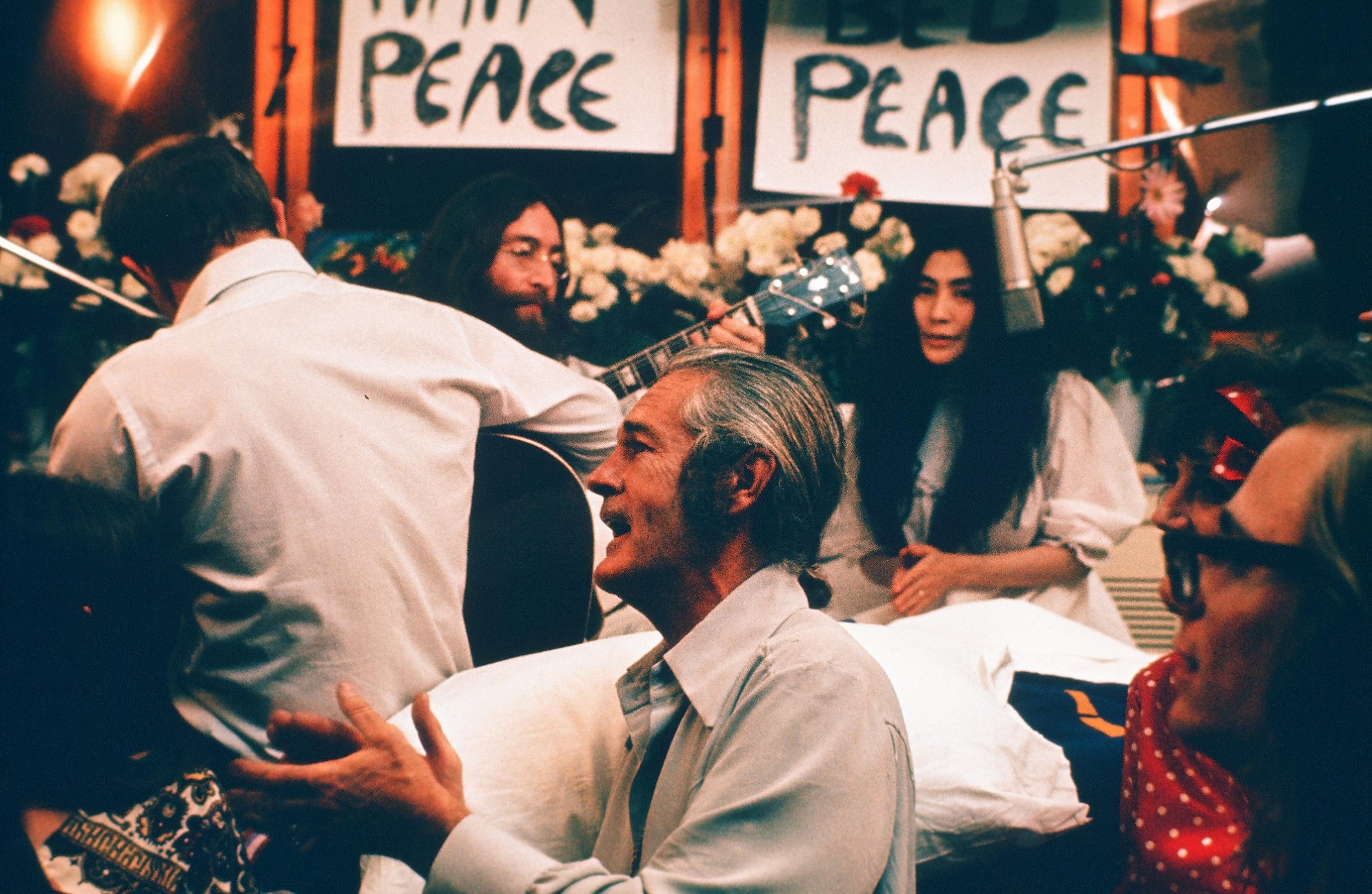
Bed-in: John Lennon e Yoko Ono cantando "Give Peace a Chance" em Montreal

"Give Peace a Chance" é uma canção composta pelo músico inglês John Lennon no ano de 1969. Virou um dos hinos da campanha de John Lennon contra a Guerra do Vietnã. Lennon gravou essa canção durante o segundo  Bed-in, no Canadá. Bed-ins eram conferências de imprensa em favor da paz.

## Posição nas paradas musicais
| Parada (1969)                 | Melhor posição |
| ----------------------------- | -------------- |
| Áustria Ö3 Austria Top 40     | 2              |
| Bélgica Ultratop              | 2              |
| Canadá RPM Singles Chart      | 8              |
| Alemanha Media Control Charts | 4              |
| Países Baixos MegaCharts      | 1              |
| Dinamarca VG-lista            | 11             |
| Suíça Music Charts            | 4              |
| UK Singles Chart              | 2              |
| Billboard Hot 100             | 14             |
| Cashbox Top 100               | 11             |